# 山内直実
山内 直実（やまうち なおみ、1960年8月25日 - ）は、日本の漫画家。東京都出身、血液型はAB型。
1980年、白泉社『花とゆめ』に掲載された「ぐーたら会長にサヨナラ」でデビュー。主に、『花とゆめ』や『別冊花とゆめ』にて活躍中。氷室冴子の作品を多く漫画化しており、代表作の『ざ・ちぇんじ!』、『なんて素敵にジャパネスク』など、いずれも原作は氷室冴子である。

## 作品リスト
- 発表年は掲載誌の号数に準拠。

|  | 連載作品 |  | シリーズ作品 | 無色 | 単発・読み切り作品 |

| 作品名                                            | 掲載誌                                                                        | 収録コミックス                                                                 | 注記                                                               |
| ------------------------------------------------- | ----------------------------------------------------------------------------- | ------------------------------------------------------------------------------ | ------------------------------------------------------------------ |
| ぐーたら会長にサヨナラ                            | 『花とゆめ』1981年1号                                                         | 単行本『ざ・ちぇんじ!』第4巻                                                   | デビュー作                                                         |
| 季節おくれのラブタイム                            | 『花とゆめ』1981年18号                                                        | 単行本『ざ・ちぇんじ!』第4巻                                                   |                                                                    |
| はあと・トリートメント                            | 『別冊花とゆめ』1982年冬の号                                                  | 単行本『ざ・ちぇんじ!』第3巻                                                   |                                                                    |
| 3年目のプロローグ                                 | 『別冊花とゆめ』1983年夏の号                                                  |                                                                                |                                                                    |
| 少しだけアイ・ラブ・ユー                          | 『花とゆめ』1983年9月大増刊号                                                 |                                                                                |                                                                    |
| スペシャル・ウィーク                              | 『花とゆめ』1983年11月大増刊号                                                |                                                                                |                                                                    |
| 春がくるまで                                      | 『花とゆめ』1984年3号                                                         | 単行本『雑居時代』第3巻                                                        |                                                                    |
| はあとにチェック                                  | 『花とゆめ』1984年8号                                                         |                                                                                |                                                                    |
| 6月の異邦人                                       | 『花とゆめ』1984年13号                                                        | 単行本『雑居時代』第3巻                                                        |                                                                    |
| 蕨ヶ丘物語                                        | 『花とゆめ』1985年5月大増刊号                                                 | 単行本『蕨ヶ丘物語』 文庫『雑居時代』第2巻                                     |                                                                    |
| 蕨ヶ丘物語 ライト・ミステリー編                   | 『花ゆめEPO』1985年9月号                                                      | 単行本『蕨ヶ丘物語』 文庫『雑居時代』第2巻                                     |                                                                    |
| 蕨ヶ丘物語 大正ロマン編                           | 『花ゆめEPO』1985年11月号                                                     | 単行本『蕨ヶ丘物語』 文庫『雑居時代』第2巻                                     |                                                                    |
| 雑居時代                                          | 『花とゆめ』1986年3号 - 1987年22号                                            | 同名単行本・文庫                                                               | 原作：氷室冴子 全9話                                               |
| 蕨ヶ丘物語 ラブ・コメディ編                       | 『花ゆめEPO』1986年2月号                                                      | 単行本『蕨ヶ丘物語』 文庫『雑居時代』第2巻                                     |                                                                    |
| ざ・ちぇんじ!                                     | 『花ゆめEPO』1986年8月号 - 1988年9月号                                        | 同名単行本・文庫                                                               | 原作：氷室冴子 全13話                                              |
| なんて素敵にジャパネスク                          | 『花とゆめ』1988年20号 - 1992年24号                                           | 同名単行本・文庫                                                               | 原作：氷室冴子 全77話                                              |
| なんて素敵にジャパネスク 小萩のジャパネスク日記   | 『花とゆめ』1993年4号                                                         | 単行本『なんて素敵にジャパネスク』第11巻 文庫『なんて素敵にジャパネスク』第5巻 |                                                                    |
| なんて素敵にジャパネスク人妻編                    | 『花とゆめ』2004年12号 - 2005年12号 『別冊花とゆめ』2005年9月号 - 2011年5月号 | 同名単行本・文庫                                                               | 原作：氷室冴子 全60話 第13話より『別冊花とゆめ』に移籍             |
| 名作4コマ博覧会 なんて素敵にジャパネスク          | 『花とゆめ』2010年15号                                                        |                                                                                | 『花とゆめ』通巻900号を記念して過去の名作の4コマ漫画が掲載された   |
| 月の輝く夜に                                      | 『別冊花とゆめ』2012年2月号 - 2012年7月号                                     | 同名単行本                                                                     | 原作：氷室冴子 全5話                                               |
| なんて素敵にジャパネスク特別編 望粥の節句の頃には | 『別冊花とゆめ』10月号                                                        |                                                                                | 付録「花とゆめ創刊40周年記念SPECIAL 花ゆめメモリーコミック」に収録 |
| おちくぼ 〜今は昔のシンデレラストーリー〜         | 『別冊花とゆめ』2015年1月号 - 2018年7月号 『マンガPark』                      | 同名単行本                                                                     | 全34話 第33話より『マンガPark』に移籍                              |

## 書籍情報
- 『蕨ヶ丘物語』白泉社〈花とゆめコミックス〉1986年、全1巻
- 『ざ・ちぇんじ!』白泉社〈花とゆめコミックス〉1987年 - 1988年、全4巻
  - 『ざ・ちぇんじ!』白泉社〈白泉社文庫〉1999年、全2巻
- 『雑居時代』白泉社〈花とゆめコミックス〉1988年、全3巻
  - 『雑居時代』白泉社〈白泉社文庫〉2001年、全2巻
- 『なんて素敵にジャパネスク』白泉社〈花とゆめコミックス〉1989年 - 1993年、全11巻
  - 『なんて素敵にジャパネスク』白泉社〈白泉社文庫〉1997年 - 1998年、全6巻
  - 『愛蔵版 なんて素敵にジャパネスク』白泉社〈ジェッツコミックス〉2004年、全7巻
- 『なんて素敵にジャパネスク 人妻編』白泉社〈花とゆめコミックス〉2005年 - 2011年、全11巻
  - 『なんて素敵にジャパネスク 人妻編』白泉社〈白泉社文庫〉2014年、全6巻
- 『月の輝く夜に』白泉社〈花とゆめコミックススペシャル〉2012年、全1巻
- 『おちくぼ〜今は昔のシンデレラストーリー〜』白泉社〈花とゆめコミックス〉2015年 - 2018年、全6巻

イラスト集
- 『山内直実 ざ・ちぇんじ!&なんて素敵にジャパネスク』（白泉社カードギャラリー、1989年） ISBN 4-592-72021-0
- 『画集 なんて素敵にジャパネスク』（白泉社、1993年） ISBN 4-592-73110-7